# Umbrailgruppe
Die Umbrailgruppe ist eine Gebirgsgruppe bzw. -untergruppe zwischen Umbrailpass und Ova dal Gall in Graubünden und der Lombardei mit dem Münstertal als Abgrenzung nach Norden.
Die Zuordnung der Gruppe wird besonders uneinheitlich gehandhabt: Nach der österreichischen Alpenvereinseinteilung der Ostalpen gehört sie zu den sich in östlicher Richtung erstreckenden Ortler-Alpen, mit denen sie durch den Umbrailpass verbunden ist. Nach Einteilung des Schweizer Alpen-Clubs und nach SOIUSA ist sie Teil der Münstertaler Alpen. Nach schweizerischer Raumgliederung zählt sie zu den Bündner Alpen. Daneben finden sich auch ältere Zuordnungen zu den südwestlich angrenzenden Livigno-Alpen oder der nördlich gelegenen Sesvennagruppe. Ebenso wird die Zuordnung des sich östlich anschließenden Chavalatschkamms zwischen Umbrailstraße und Trafoier Tal unterschiedlich gehandhabt.
Die Gipfel sind in der Regel unschwierig und selten besucht. Von einiger Beliebtheit ist die Ersteigung des Piz Umbrail (3032 m) in der Nähe des Passes sowie der Gipfel im Bereich des Ofenpasses. Weitere wichtige Gipfel sind der Piz Schumbraida (3124 m s.l.m.), der Piz Tea Fondada (3144 m s.l.m.) und der Piz Turettas (2962 m). Die Gruppe besteht aus einem nördlichen Kamm zwischen Münstertal und Val Mora und einem südlichen Hauptkamm zwischen Val Mora und Valle di Fraele.
Die Gruppe besteht vorwiegend aus Dolomitgesteinen und zeichnet sich durch weitläufige Flächen aus. Bedeutender Erschließer der Umbrailgruppe war zu Beginn des 20. Jahrhunderts Günter Oskar Dyhrenfurth, der sich sowohl um die geologische Erforschung hervorgetan hat, als auch zahlreiche Erstbegehungen in der Gruppe vorzuweisen hat.